# 步際桐
步際桐，直隶枣强人，清朝政治人物、進士出身。
道光九年（1829年），登進士。道光十九年四月任山西平陽府知府，十二月补授河南河北道。